# امامزاده عبدالعزیز
امامزاده عبدالعزیز، مرکز دهستان امامزاده عبدالعزیز و روستایی از توابع بخش مرکزی شهرستان هرند در استان اصفهان ایران است.

## جمعیت
این روستا در دهستان امامزاده عبدالعزیز قرار دارد و براساس سرشماری عمومی نفوس و مسکن در سال ۱۳۹۵، جمعیت آن برابر با ۲٬۴۹۳ نفر (۸۱۶ خانوار) بوده است.